# Le battagliere
Le battagliere è una sit-com pugliese diretta da Gianni Ciardo andata in onda sulle reti televisive private Antenna Sud e Teleregione dal 2000 al 2002.

## Produzione
La sit-com deriva da un programma radiofonico barese di Dino Loiacono, Pupetta e Checchina, andato in onda a metà degli anni ’70 e ripreso da Radio Made in Italy. L'episodio pilota fu registrato e proposto per Telebari ma venne bocciato a causa della presunta eccessiva volgarità. Il contratto originario con Antenna Sud prevedeva solo dodici episodi, ma a seguito del successo della serie ne furono prodotti 164 in quattro stagioni.
La trama verte su storie e situazioni tragicomiche di una tipica famiglia di ceto basso del borgo antico di Bari Vecchia (il quartiere di San Nicola). Il titolo fu scelto dal regista perché le "battagliere" «sono le donne del popolo barese, sempre ai ferri corti con la vita, sottomesse per convenzione sociale, ma imprescindibili numi tutelari della famiglia.»
Come ricorda lo stesso Gianni Ciardo la sceneggiatura era  «volutamente ispirata alle telenovelas brasiliane e venezuelane», utilizzando come espediente comico i personaggi en travesti di Pupetta Badibene e Isa Mazzeri, interpretati da Dino Loiacono e Giovanni Sardella. Gianni Ciardo forniva «un canovaccio con due o tre argomenti e Pupetta-Loiacono poteva andare avanti per ore in piena trance trascinando con sé tutti i suoi guitti».
Un'altra caratteristica della sit-com erano i dialoghi in dialetto barese. Esso fu utilizzato, per la prima volta nella storia delle produzioni pugliesi, nella sua forma «più naturale e pura senza manipolazioni per far ridere nella logica della ricerca della risata a tutti i costi» differenziandosi nettamente dalle sit-com pugliesi degli anni '90, come quelle parodistiche di Toti e Tata ideate per la concorrente Telenorba.
Il  personaggio di Pupetta (Dino Loiacono) è stato ripreso all'interno di programmi radiofonici di Canale 100 con la presenza in studio di Pupetta, dove ha raccontato alcune vicende della sua vita ed esprime la sua sui temi trattati in puntata. Oggi il personaggio di Pupetta, assieme a quello di Isa viene ripreso in spettacoli teatrali che ogni anno fanno sold out al Teatro Bravò di Bari, anche se questi non hanno nessun legame con la serie televisiva Le Battagliere.

## Episodi
| Stagione         | Episodi | Prima TV in italiano |
| ---------------- | ------- | -------------------- |
| Prima stagione   | 12      | 2000                 |
| Seconda stagione | 46      | 2001                 |
| Terza stagione   | 49      | 2001-2002            |
| Quarta stagione  | 57      | 2002                 |

## Ascolti
La sit-com fece registrare ascolti elevati per Antenna Sud, raggiungendo i 228.000 spettatori per minuto medio, superando la concorrenza con la messa in onda del programma Mudù di Uccio De Santis e la fiction Ariamara 2  del colosso televisivo pugliese Telenorba.